# Selenops para
Selenops para är en spindelart som beskrevs av José Antonio Corronca 1996. Selenops para ingår i släktet Selenops och familjen Selenopidae. Inga underarter finns listade i Catalogue of Life.